# ディアナ級哨戒艇
ディアナ級哨戒艇（ディアナきゅうしょうかいてい、英語: Diana-class patrol vessel）は、デンマーク海軍の哨戒艇の艦級。SF MkII型とも呼ばれる。デンマークのフォーボー・ヴェーアフト造船所で建造され、2007年から2009年にかけて6隻が就役した。2024年時点で5隻が現役であり、1隻は非稼働状態になっている。

## 設計
2004年12月に発注された全長43m、満載排水量280tの大型哨戒艇で、内水における哨戒、海上監視、捜索救助任務を担当しているほか、油防除や潜水作業支援にも使用され、デンマーク軍の公式サイトでは、「海行くスイスアーミーナイフ」と表現されている。
船体・上部構造物・機器類はスウェーデンのコックムス社が製造した。船体はサンドイッチ構造の繊維強化プラスチック製で、主機関にはドイツのMTU社製ディーゼルエンジン2基を搭載し、最大速度は24ないし25ノット、航続距離は1,000カイリ。環境に配意し、エンジン排気からのNOxを低減するためのSRCシステムを装備している。
武装としては、12.7mm重機関銃2基を装備している。任務にあわせて様々なシステムモジュールを船体に取り付けることができる「スタンダード・フレックス」コンセプトを採用しており、モジュール1個を搭載できる。

## 同型艦
| #    | 艦名                    | 建造所                         | 就役            | 現況   | 備考                        |
| ---- | ----------------------- | ------------------------------ | --------------- | ------ | --------------------------- |
| P520 | ディエーナ Diana        | フォーボー・ヴェーアフト造船所 | 2007年 12月12日 | 現役   | デンマーク海軍第3戦隊に配備 |
| P521 | フライア Freja          | フォーボー・ヴェーアフト造船所 | 2008年 5月30日  | 現役   | デンマーク海軍第3戦隊に配備 |
| P522 | ハウフルーウン Havfruen | フォーボー・ヴェーアフト造船所 | 2008年 9月25日  | 非稼働 |                             |
| P523 | ナヤーデン Najaden      | フォーボー・ヴェーアフト造船所 | 2008年 12月11日 | 現役   | デンマーク海軍第3戦隊に配備 |
| P524 | ニュンフェン Nymfen     | フォーボー・ヴェーアフト造船所 | 2009年 5月4日   | 現役   | デンマーク海軍第3戦隊に配備 |
| P525 | ロータ Rota             | フォーボー・ヴェーアフト造船所 | 2008年 12月12日 | 現役   | デンマーク海軍第3戦隊に配備 |